# Абай (Келесский район)
Аба́й (каз. Абай) — село в Туркестанской области Республики Казахстан, административный центр Келесского района. Является также административным центром и единственным населённым пунктом Абайского сельского округа. Находится на реке Келес примерно в 23 км к юго-западу от другого районного центра, города Сарыагаш. Код КАТО — 515433100.

## История
26 августа 1961 года село Абай-Базар было переименовано в Абай.

## Население
В 1999 году население села составляло 15 454 человека (7557 мужчин и 7897 женщин). По данным переписи 2009 года в селе проживало 17 700 человек (8608 мужчин и 9092 женщины).
На начало 2019 года население села составило 21 221 человек (10 515 мужчин и 10 706 женщин).

## Известные уроженцы, жители
Уроженцами села были живописец С. А. Мамбеев, поэт и писатель Токаш Бердияров.